# Loay
Loay (en tagalog : Bayan ng Loay) est une municipalité de la province de Bohol, une des îles des Visayas, aux Philippines. Elle comptait 17 855 habitants lors du recensement de 2020.

## Géographie
Loay est située sur la côte sud de l'île de Bohol, directement à l'embouchure de la rivière Loboc (en). 

## Administration
Loay est divisée en 11 barangays.
- Agape
- Alegria Norte
- Alegria Sur
- Bonbon
- Botoc Occidental
- Botoc Oriental
- Calvario
- Concepcion
- Hinawanan
- Las Salinas Norte
- Las Salinas Sur
- Palo
- Poblacion Ibabao
- Poblacion Ubos
- Sagnap
- Tambangan
- Tangcasan Norte
- Tangcasan Sur
- Tayong Occidental
- Tayong Oriental
- Tocdog Dacu
- Tocdog Ilaya
- Villalimpia
- Yanangan

## Historique
Le tremblement de terre de 2013 a gravement endommagé l'église et le clocher de Loay, ainsi que le pont Clarin sur la route nationale 850 (N850) au-dessus de la rivière Loboc ; le 27 avril 2022, le pont, qui était toujours utilisé pendant la construction d'un nouveau pont, s'est effondré, tuant 4 personnes et en blessant 15. 

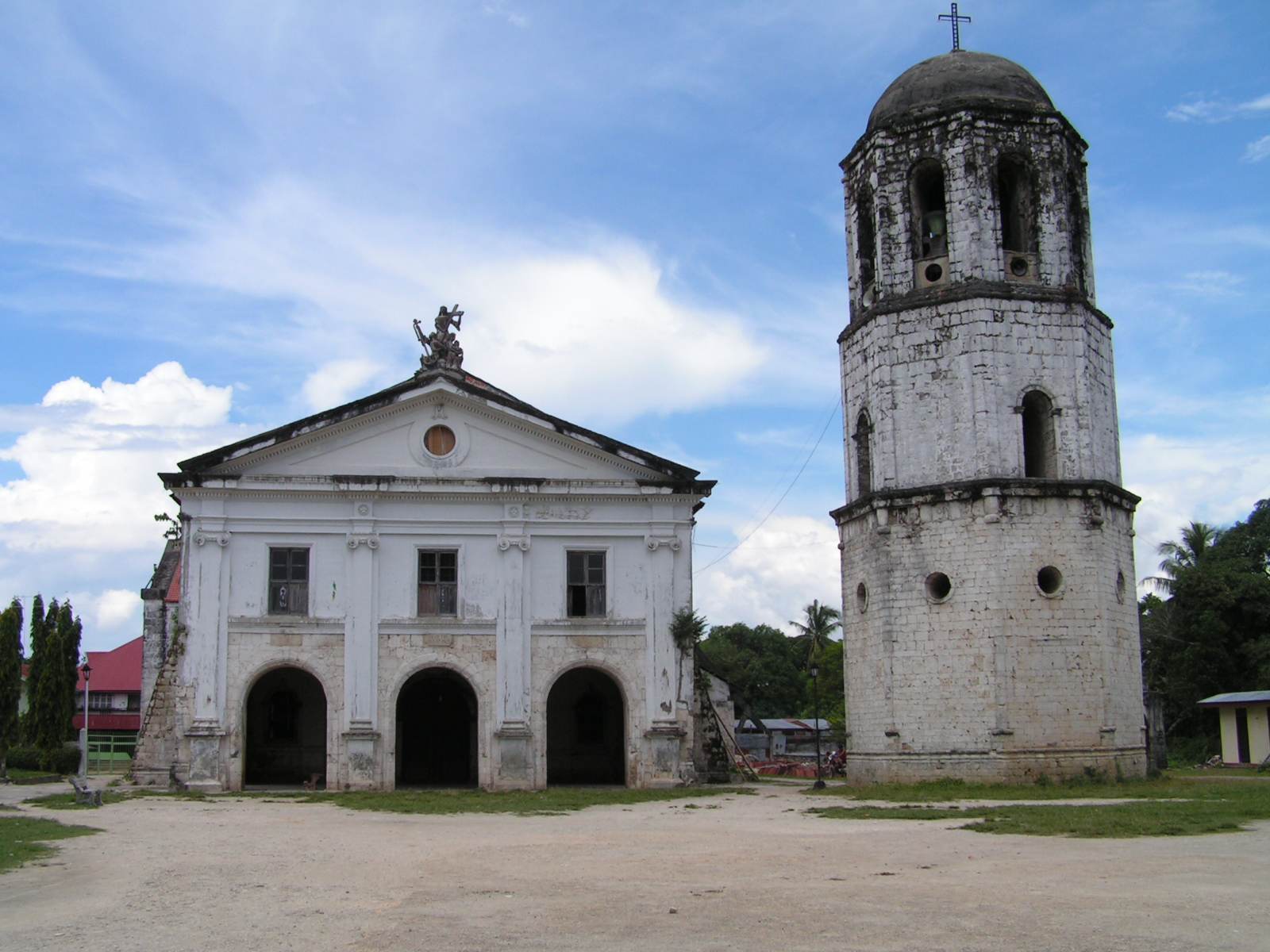
L'église de Loay en 2006.

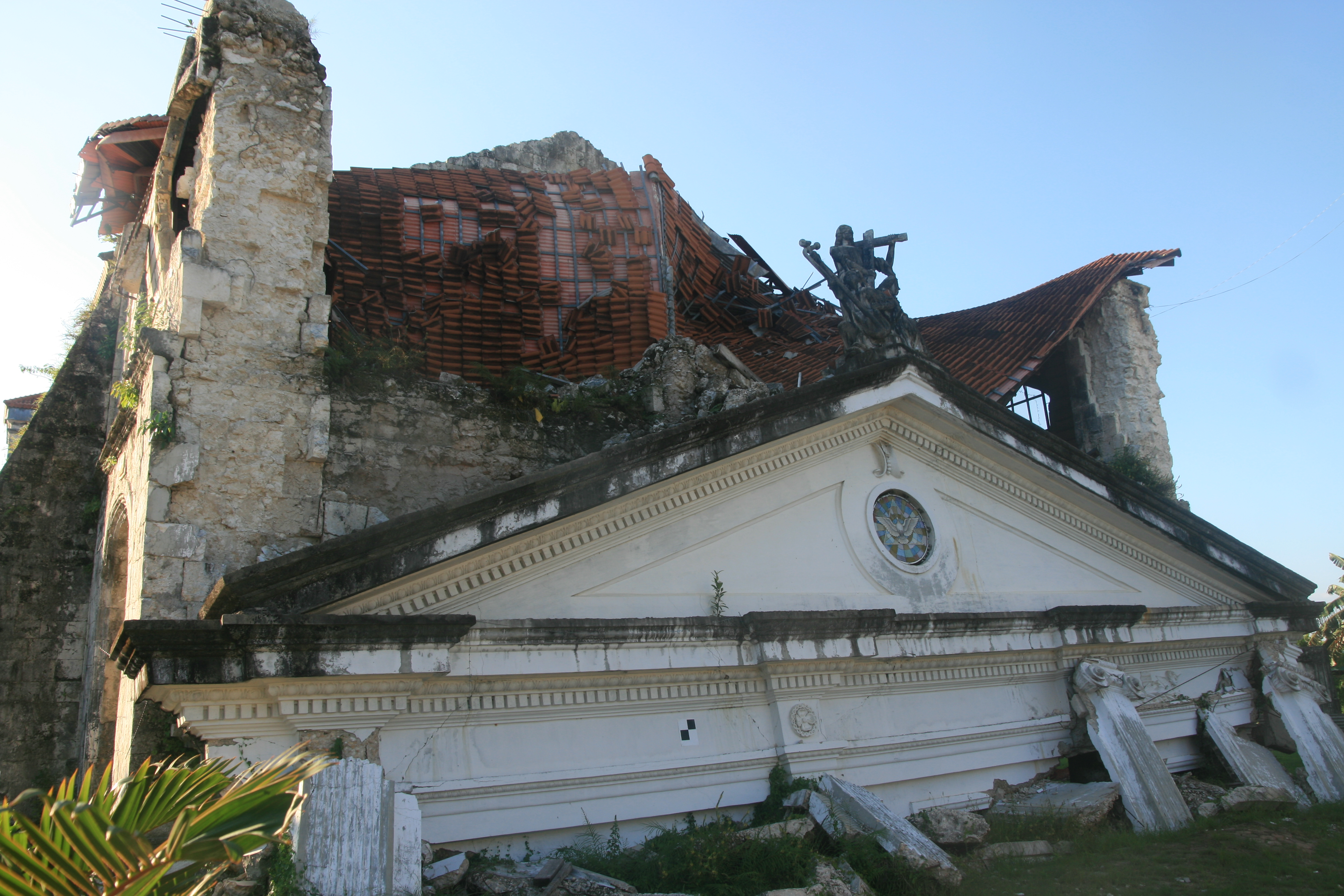
L'église de Loay après le séisme de 2013.